# Carlos Fernando Lagrutta

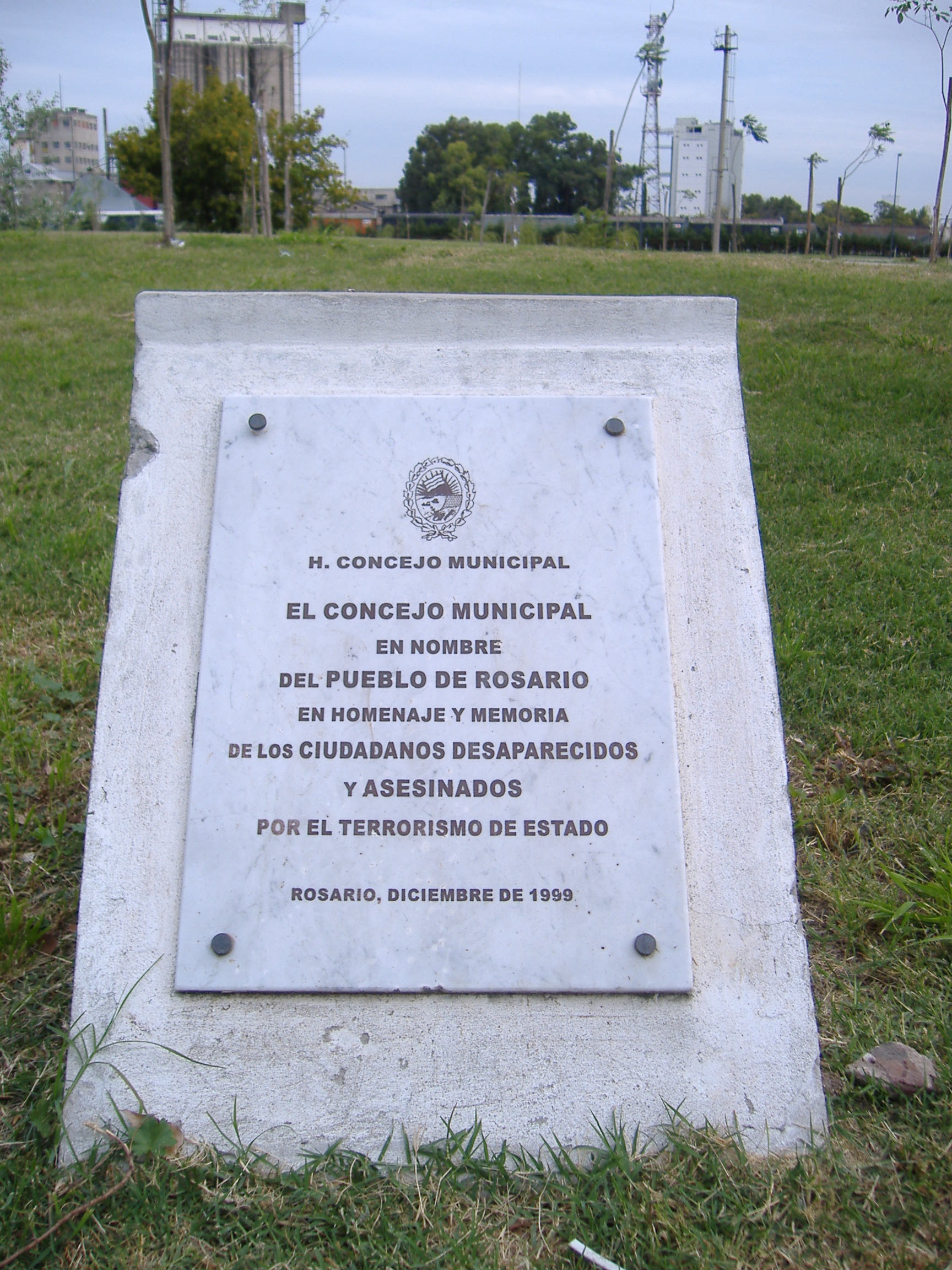
Recordatorio desaparecidos, Rosario

Carlos Fernando Lagrutta, el “Oscuro”, (Rosario, Argentina, 3 de noviembre de 1947; Campana, Buenos Aires, 12 de abril de 1975) militante del peronismo revolucionario víctima de la última dictadura cívico militar de Argentina

## Biografía
Hijo de María Octavia Vitantonio y Juan Fernando Lagrutta, tenía tres hermanos, uno de ellos Eduardo Alberto fue secuestrado el 11 de mayo de 1977 en la localidad de San Nicolás por la última dictadura cívico militar y aún continúa desaparecido. Estudió en el colegio “La Salle”, donde integró la Juventud Estudiantil Católica (JEC). Las actividades dentro de esta agrupación le permitieron establecer contacto con quienes más adelante formarían la Juventud Peronista.

## UEL-UNE
Fue uno de los fundadores de la UEL (Unión de Estudiantes del Litoral), que fue sede de la creación de la UNE (Unión Nacional de Estudiantes).
El 5 de diciembre de 1969 los Decanos de la Facultad de Odontología y Ciencias, Ingeniería y Arquitectura, doctor Frutos Torres y arquitecto César Benetti Aprosio aplicaron sanciones a estudiantes de esas Facultades que intervinieron en los sucesos del 29 de noviembre durante la inauguración del nuevo edificio de la Facultad con la presencia del Ministro de Educación Pérez Guilhou. Los sancionados fueron Carlos Fernando Lagrutta y Rodolfo Alberto Milito de la Facultad de Ciencias, Ingeniería y Arquitectura.

## Última época
En 1972, por encontrar sus nombres en una lista de uno de los sacerdotes tercermundistas que estaba, a su vez, en la lista negra de la dictadura,  Fernando y su compañera Nani (Ana María Carlino- 1945-2007), fueron detenidos y permanecieron en prisión durante varios meses, ella en Rosario y él en Resistencia.
Al recuperar su libertad se integran a la Juventud Peronista (Montoneros) y se instalan en Campana. El 12 de abril de 1975 es asesinado en un operativo junto a Luis Bocco, Guillermo Rodríguez, Carlos Alberto Tuda y Carlos Pablo Molinas.